# Великий зелений мур
41°08′32″ пн. ш. 91°35′13″ сх. д. / 41.1423° пн. ш. 91.587° сх. д.
Великий зелений мур (绿色 长城 (Lv\-sè Chángchéng) — екологічний проєкт з відновлення та збільшення площі лісів, запобігання опустеленню північних територій та зменшення пилових буревіїв в Китаї. 

## План розбудови ВЗМ
Заплановане виконання проекту — перші заходи здійснювалися у 1978, а закінчення передбачається до 2074 року. Загальний обсяг насаджень — близько чотирьохсот з половиною тисяч кілометрів квадратних у 13-ти провінціях. Загальна площа непридатних для сільського використання пустель — близько 28% території Китаю (2,6 млн км²). Офіційна міжнародна назва — The Three-North Shelterbelt Development Program, фігуральна назва на китайській мові «Приборкання Жовтого Дракона». В програмі активно задіяна корейська організація «Ліс майбутнього» (Future Forest), яка вже висадила більш ніж чотири мільйони дерев у Внутрішній Монголії.

## Історія
Щороку близько трьох с половиною тисяч км² відходять до пустелі Гобі. Пилові шторми все частіше виникають у північних регіонах, маючи значний негативний вплив на сільське господарство. Щорічне споживання деревини зменшує ці важливі природні ресурси, які відновлюються набагато повільніше, ніж знищуються. Усі перелічені фактори були враховані та призвели до необхідності створення штучних лісів як єдиної можливості уникнути невиправних наслідків. Завдяки вчасним заходам лісова територія збільшилася майже вдвічі порівняно з 70-ми роками. На цей момент офіційно визнано, що ліси (включаючи відновлені регіони) становлять 1 750 000 км² (дані за 2008 рік).

## Наукове обґрунтування
Ліс якнайкраще підходить для зменшення швидкості вітру та збереження родючих ґрунтів, причому перевага надається невибагливим до якості середовища швидко ростучим деревам — тополі і тамариску. Однотипні ліси досить вразливі до шкідників та захворювань, тому до основної структури "муру" включаються чагарники та інші, повільніші до зросту дерева, створюючи таким чином багатофункціональний змішаний ліс.
Для реалізації такого масштабного завдання використовуються найновіші методи обробки землі — у минулі роки території просто розрівнювалися бульдозерами та екскаваторами, після чого тисячі людей висаджували дерева вручну. Модернізованішим способом є висівання зерня дерев з літаків, бо насіння загорнене у шар суглинку та пророщене, тому швидко вкорінюється і таким чином дає перевагу як у території так і у швидкості засівання, хоча такі рослини розвиваються повільніше, ніж молоді деревця висаджені людьми. Зараз одночасно використовуються обидва методи лісництва, адже таким чином забезпечується не тільки засівання, але і контроль за ростом дерев, наприклад, проріджування або ж додаткове зрошення там, де це необхідно.

## Юридичні умови
У 2003 році була проведена структурна реформа лісництва, в ході якої лісові ділянки були віддані офіційно в оренду селянам з необхідними юридичними гарантіями. Таким чином, будь-який громадянин Китаю може стати власником тих дерев які він висадить на своїй ділянці, а також передати це право іншим особам чи підприємствам. Проте ділянка не може використовуватися за іншим призначенням окрім заготівлі деревини.
Окремо треба виділити загальногромадянський обов'язок (для осіб віком від 11 до 60 років) щорічно висаджувати 3-5 дерев або сплачувати відповідне грошове відшкодування. Причому розглядається проект альтернативного єдиноразового висаджування двох з половиною дерев (у відповідний час протягом року) або, ймовірніше, аналогічний єдиноразовий грошовий внесок.
У регіонах розвиненого скотарства повністю заборонений випас худоби на ділянках, що знаходяться у районах можливого опустелення.